# Séquelles (album)
Albums de Hubert-Félix Thiéfaine
Amicalement blues
(2007) Suppléments de mensonge
(2011)
Séquelles est une compilation de chansons d'Hubert-Félix Thiéfaine sortie le 23 mars 2009 sur le label Columbia.
Deux versions sont disponibles : en CD simple ou triple CD collector. Cette version collector contient un titre inédit, Annihilation, qui aurait dû figurer sur l'album Itinéraire d'un naufragé que Thiéfaine a finalement abandonné.

## Liste des titres

### Édition standard
1. La Fille du coupeur de joints
2. Mathématiques souterraines
3. Lorelei sébasto cha
4. 542 lunes et 7 jours environ
5. Scandale mélancolique
6. Soleil cherche futur
7. Critique du chapitre 3
8. Les Dingues et les Paumés
9. Alligators 427
10. 113e cigarette sans dormir
11. Je t'en remets au vent
12. Septembre rose
13. Stalag-tilt
14. Confessions d’un never been
15. Sweet amanite phalloïde queen
16. Pulque mescal y tequila
17. Des adieux

### Édition collector
CD 1 :
1. 113e cigarette sans dormir
2. Septembre rose
3. Errer humanum est
4. Les Dingues et les Paumés
5. Cabaret Sainte Lilith
6. Sweet amanite phalloïde queen
7. Lorelei sébasto cha
8. Mathématiques souterraines
9. Soleil cherche futur
10. Alligators 427
11. Stalag-tilt
12. Pulque mescal y tequila
13. Groupie 89 Turbo 6
14. Je t'en remets au vent

CD 2 :
1. Sentiments numériques revisités
2. Confessions d'un never been
3. 542 lunes et 7 jours environ
4. La terre tremble
5. Spécial ado sms blues
6. Des adieux
7. Exercice de simple provocation avec 33 fois le mot coupable
8. Le jeu de la folie
9. Joli mai mois de Marie
10. Distance
11. Demain les kids
12. Méthode de dissection du pigeon à zone-la-ville
13. Fin de partie
14. Scandale mélancolique

CD 3 : 
1. Le chant du fou (Zénith 1985)
2. Quand la banlieue descendra sur la ville (Bataclan 2002)
3. La maison Borniol (Bercy 1998)
4. Comme un chien dans un cimetière (Zénith 2006)
5. L'agence des amants de madame Müller (Transbordeur 1991)
6. La solitude (Zénith 1995)
7. Redescente climatisée (Bataclan 2002)
8. La Fille du coupeur de joints (Olympia 1983)
9. Annihilation (inédit)